# Качори (гміна Вішнев)
Качори (пол. Kaczory) — село в Польщі, у гміні Вішнев Седлецького повіту Мазовецького воєводства.
Населення — 154 особи (2011).
У 1975-1998 роках село належало до Седлецького воєводства.

## Демографія
Демографічна структура станом на 31 березня 2011 року:
|          | Загалом | Допрацездатний вік | Працездатний вік | Постпрацездатний вік |
| -------- | ------- | ------------------ | ---------------- | -------------------- |
| Чоловіки | 73      | 8                  | 54               | 11                   |
| Жінки    | 81      | 22                 | 37               | 22                   |
| Разом    | 154     | 30                 | 91               | 33                   |